# Copa México 1948-1949
La Copa México 1948-1949 è stata la trentatreesima edizione del secondo torneo calcistico messicano e la sesta nell'era professionistica del calcio messicano. È cominciata il 21 luglio e si è conclusa il 14 agosto 1949. La vittoria finale è stata del León.

## Formula
Le 15 squadre partecipanti si affrontano in turni ad eliminazione diretta in gara unica. In caso di paritá al termine dei tempi supplementari, la gara viene rigiocata.

### Ottavi di finale
| Squadra 1        | Risultato | Squadra 2   |
| ---------------- | --------- | ----------- |
| 21 luglio 1949   |           |             |
| Marte            | 2 - 4     | Atlante     |
| Oro              | 5 - 3     | Asturias    |
| 24 luglio 1949   |           |             |
| Atlas            | 3 - 0     | Guadalajara |
| Real Club España | 4 - 1     | América     |
| Moctezuma        | 2 - 1     | A.D.O.      |
| Puebla           | 3 - 5     | Veracruz    |
| San Sebastián    | 1 - 2     | León        |

- Il Tampico passa il turno per sorteggio.

### Quarti di finale
| Squadra 1      | Risultato     | Squadra 2        |
| -------------- | ------------- | ---------------- |
| 28 luglio 1949 |               |                  |
| Atlante        | 2 - 1(d.t.s.) | Real Club España |
| 31 luglio 1949 |               |                  |
| Atlas          | 2 - 1         | Oro              |
| León           | 3 - 1(d.t.s.) | Tampico          |
| Veracruz       | 2 - 0         | Moctezuma        |

## Semifinali
| Guadalajara (Messico) 7 agosto 1948, ore 15:00                                          | Atlas     | 1 – 2                                | León | Parque Oro |
| \| \| \| \| \| 61’ Edwin Cubero \| Marcatori \| Arturo Orozco 47’ Ignacio Orozco 85’ \| |           |                                      |      |            |
|                                                                                         |           |                                      |      |            |
| 61’ Edwin Cubero                                                                        | Marcatori | Arturo Orozco 47’ Ignacio Orozco 85’ |      |            |

| Città del Messico 7 agosto 1949, ore 15:00                                                                                          | Atlante   | 3 – 2(d.t.s.)                                | Veracruz | Estadio de la Ciudad de los Deportes |
| \| \| \| \| \| 50’ (rig.) Martín Vantolrá 94’, 96’ Ricardo Escandón \| Marcatori \| José Luis Borbolla 72’ Raymundo González 99’ \| |           |                                              |          |                                      |
| |           |                                              |          |                                      |
| 50’ (rig.) Martín Vantolrá 94’, 96’ Ricardo Escandón                                                                                | Marcatori | José Luis Borbolla 72’ Raymundo González 99’ |          |                                      |

## Finale
| Città del Messico 14 agosto 1949, ore 15:00                                    | León      | 3 – 0 | Atlante | Estadio de la Ciudad de los Deportes |
| \| \| \| \| \| 1’, 61’ Adalberto López 66’ Edmundo Manzotti \| Marcatori \| \| |           |       |         |                                      |
|                                                                                |           |       |         |                                      |
| 1’, 61’ Adalberto López 66’ Edmundo Manzotti                                   | Marcatori |       |         |                                      |

### Verdetto finale
- Il Club León vince la Coppa México 1948-1949

## Coppa "Campeón de Campeones" 1949
Questa edizione non venne disputata in quanto il León vinse sia il campionato che la coppa.